# Kurt Salmon
Kurt Salmon est une ancienne société de conseil américaine. Fondée à Atlanta en 1935 pour fournir des services à la grande distribution, Kurt Salmon s'est progressivement diversifiée, notamment dans le secteur de la santé. En 2007, la société est rachetée par l'entreprise londonienne Management Consulting Group (en) qui en accélère l'internationalisation avant de la démanteler entre 2015 et 2016.

## Historique
Kurt Salmon Associates (KSA) a été fondé en 1935 et était spécialisé dans les secteurs de la grande distribution, de la grande consommation et de la santé. Ses actionnaires avaient accepté son acquisition par Management Consulting Group (en) (MCG) Plc, société cotée au London Stock Exchange, en 2007.
En 2011, Kurt Salmon fusionne avec Ineum Consulting, spin-off de l'activité conseil de Deloitte France spécialisée en organisation, stratégie, et systèmes d'information. Au moment de la fusion, le cabinet emploie 1 300 consultants et apparaît comme un employeur attractif.
En novembre 2015, MCG cède les activités européennes de Kurt Salmon (hors grande distribution) à Solucom, qui profite de cet achat pour prendre le nom Wavestone quelques mois plus tard. Les activités santé américaines sont vendues à ECG Management Consultants en juillet 2016, puis les activités de conseil en grande distribution en septembre à Accenture, ce qui met fin à plus de 80 ans d'existence de la marque Kurt Salmon.